# Isolaimium
Isolaimium  (лат.) — род мелких круглых червей из класса Enoplea, единственный в составе монотипических семейства Isolaimiidae и отряда Isolaimiida.

## Распространение
Азия, Европа, Африка, Северная Америка .

## Описание
Наземные свободноживущие нематоды, обитают в почве. Длина от 2 до 7 мм. Кутикула несёт несколько рядов продольной и поперечной пунктировки.

## Систематика
Существуют разные трактовки группы. 
По данным на 2014 года семейство Isolaimiidae выделено в отдельный отряд Isolaimiida.
- Надсемейство Isolaimioidea Timm, 1969
  - Семейство Isolaimiidae Timm, 1969
    - Isolaimium Cobb, 1920[5]
      - Isolaimium africanum Hogewind & Heyns, 1967
      - Isolaimium andrassyi Hogewind & Heyns, 1967
      - Isolaimium californicum Timm, 1969
      - Isolaimium collare Andrássy, 2001
      - Isolaimium conicum  Andrássy, 1970
      - Isolaimium hamatispiculatum  Bernard, 1984
      - Isolaimium incus  Hogewind & Heyns, 1967
      - Isolaimium multipapillatum  Timm, 1969
      - Isolaimium multistriatum  Hogewind & Heyns, 1967
      - Isolaimium nigeriense  Timm, 1969
      - Isolaimium papillatum  Cobb, 1920typus (Вирджиния, США)
      - Isolaimium stictochroum  Timm, 1961

Другие исследователи включали род Isolaimium Cobb, 1920 в надсемейство Tetradonematoidea из отряда Mermithida, или в семейство Axonolaimidae из отряда Araeolaimida (Goodey 1951), или в семейство Bathyodontidae (De Coninck 1965) из отряда Mononchida. По другой современной трактовке (Hodda, 2011), рассматривается в ранге надсемейства Isolaimioidea (1 семейства, 1 род и 11 видов (2011) в составе отряда Mermithida в подотряде Aulolaimina Hodda, 2007.